# هورنی رادخووا
هورنی رادخووا (به چکی: Horní Radechová) یک منطقهٔ مسکونی در جمهوری چک است که در ناحیه ناخود واقع شده‌است. هورنی رادخووا ۵٫۵۵ کیلومتر مربع مساحت و ۵۰۴ نفر جمعیت دارد و ۴۱۶ متر بالاتر از سطح دریا واقع شده‌است.